# تی-۳۸
تی ۳۸ (به روسی: T-38) یک تانک آبی خاکی شوروی بود که در طول جنگ جهانی دوم در خدمت کرد. این تان‌ در سال ۱۹۳۴–۱۹۳۶ توسط نیکلای آستروف در کارخانه شماره ۳۷ مسکو طراحی شد.